# Sur En (Sent)
Sur En ([surˈɛn]ⓘ, rät. für über dem Inn) ist ein kleines Dorf im Unterengadin im Kanton Graubünden (Schweiz). Politisch gehörte es zur Gemeinde Sent (seit 2015 Teil von Scuol), die hoch über dem Inn am Nordhang des Tales liegt, während Sur En nahe dem Innufer liegt. Geografisch näher liegt das Nachbardorf Ramosch.

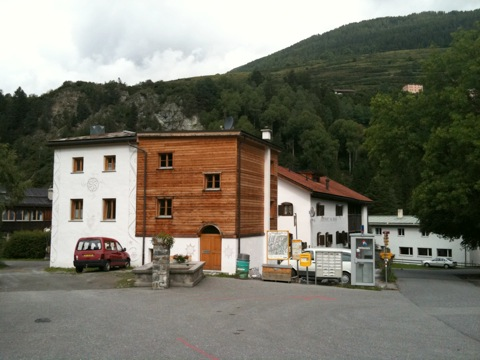
Dorfplatz mit Brunnen

Zu Sur En gehören ein Campingplatz, ein Landgasthof, eine Pension, einige Ferienwohnungen, ein Auto- und Gerümpelhandel.
Auf einem Skulpturenweg sind zurzeit ca. 100 Skulpturen aus Holz, Laaser Marmor und Eisen zu besichtigen. Die Skulpturen werden von den Künstlern auf dem Camping Sur En während eines Symposiums erstellt. Einige Häuser enthalten Wandmalereien des Künstlers Hanns Studer.
An das Dorf grenzt das Val d’Uina (Uina-Schlucht), durch welches man über die Sesvennahütte nach Schlinig im Schlinigtal (Südtirol) kommt.